# توم يورك
توم ادوارد يورك (بالإنجليزية: Thom Yorke)‏ هو موسيقى بريطاني وهو المغني والكاتب الرئيسي لفرقة الروك البريطانية راديوهيد. توم يعزف عدة الات موسيقية، منها القيتار، البيانو, والطبل الإيقاعي. ولد في أكتوبر 1968 في نورثهامبتونشاير. تنقلت عائلته كثيراَ قبل ان تستقر في اوكسفوردشير. أسس توم فرقة راديوهيد مع زملاء الدراسة ووقعت الفرقة لشركة بارلفون بعد تخرجهم من الدراسة الجامعية.
في 2006 اصدر البومه المنفرد الأول باسم ذا ايرزر. لاحقاَ في 2009 كون فرقة اتومز فور بيس مع بعض زملائة من الموسيقيين لتادية البومه الأول في حفلات حية.كما اصدر البومه المنفرد الثاني في 2014 باسم توموروز موديرن بوكسيس

## روابط خارجية
- توم يورك على موقع IMDb (الإنجليزية)
- توم يورك على موقع الموسوعة البريطانية (الإنجليزية)
- توم يورك على موقع ألو سيني (الفرنسية)
- توم يورك على موقع ميوزك برينز (الإنجليزية)
- توم يورك على موقع رولينغ ستون (الإنجليزية)
- توم يورك على موقع قاعدة بيانات برودواي على الإنترنت (الإنجليزية)
- توم يورك على موقع إن إن دي بي (الإنجليزية)
- توم يورك على موقع أول ميوزيك (الإنجليزية)
- توم يورك على موقع ديسكوغز (الإنجليزية)
- توم يورك على موقع قاعدة بيانات الفيلم (الإنجليزية)